# Политцер, Май
Май Политцер (фр. Maï Politzer, в девичестве — Мария Ляркад (фр. Marie Larcade), 15 августа 1905, Биарриц, Франция — 6 марта 1943, Концлагерь Освенцим, Третий рейх) — французская коммунистка, участница французского движения Сопротивления. Жена французского философа-коммуниста и теоретика марксизма еврейского происхождения Жоржа Политцера.
О гибели своего мужа узнала, уже будучи арестованной.

## Биография
По образованию Май Политцер была акушеркой.
В 1935 году Май работала стенографисткой у мэра d’Arcueil, а затем стала работать секретарём мэра Мариуса Сидобре.
Осенью 1939 года деятельность мэрии приостанавливается и Май Политцер отстраняется от работы.
15 декабря 1942 года в своём доме Май Политцер и её муж Жорж арестовываются немцами. 23 мая её муж был подвергнут пыткам и казнён в Мон-Валериане, а Май интернирована в Romainville и 24 января 1943 года под регистрационным номером 31680 была помещена в Освенцим вместе с другими (не евреями) членами французского Сопротивления, в основном коммунистами и в том числе с жёнами членов Сопротивления, например, Элен Соломон — дочерью учёного Поля Ланжевена и женой писателя Жака Соломона.
В концлагере Май Политцер умерла от тифа 6 марта 1943 года.
18 мая 1946 года Май Политцер была названа «смертью Франции».
5 июня 1956 года применительно к людям с подобной её судьбой были введены термины «интернированные лица» и «сосланные бойцы сопротивления».

## Посмертная память

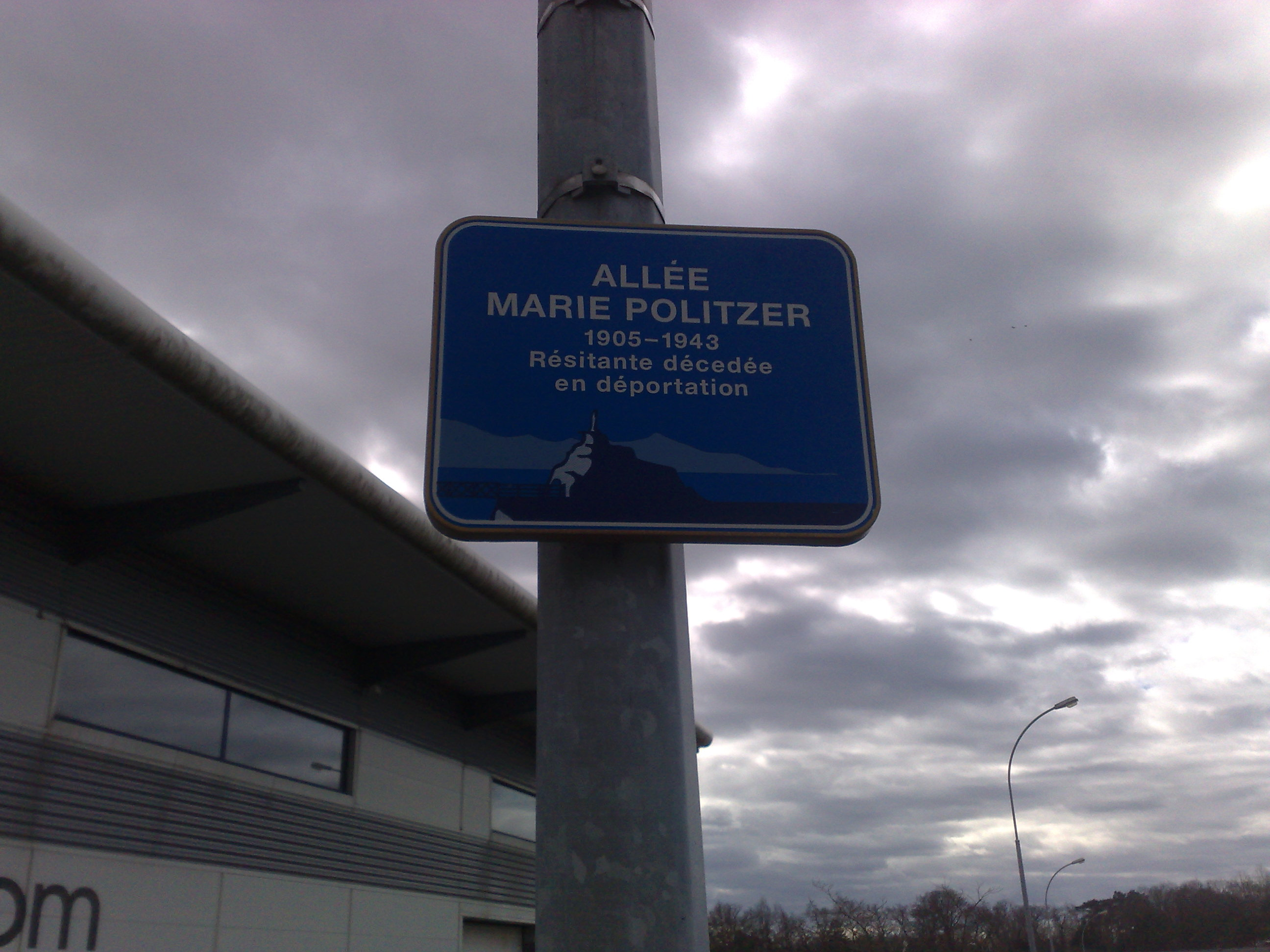
Улица имени Май Политцер

С 1945 года городской центр здоровья носит имя Май Политцер.
В 1980 году Louis Derbré был установлен бронзовый бюст в качестве памятника.
Её именем была названа улица в городе Биарриц на юго-западе Франции